# Pablo Garretón
Pablo Arturo Garretón, né le 26 juin 1966 à San Miguel de Tucumán (Argentine), est un joueur de rugby à XV argentin, jouant troisième ligne.
Il a joué pour Universitario Rugby Club de Tucumán (1983/1984-1991/1992), Belgrano Athletic et Hindú Club. 
Il a honoré sa première cape internationale avec l'Argentine le 17 août 1987 à Mar del Plata pour une victoire 40-12 contre l'Espagne.
Il a joué son dernier match international le 22 mai 1993 à Buenos Aires pour une victoire 45-20 contre le Japon.
Il a disputé une coupe du monde de rugby à XV en 1991.

## Équipe nationale
- 31 sélections dont 8 fois capitaine de 1987 à 1993
- Sélections par année : 5 en 1987, 4 en 1988, 6 en 1989, 6 en 1990, 6 en 1991, 2 en 1992, 2 en 1993.
- Coupe du monde de rugby disputée: 1991.